# Otto Harder

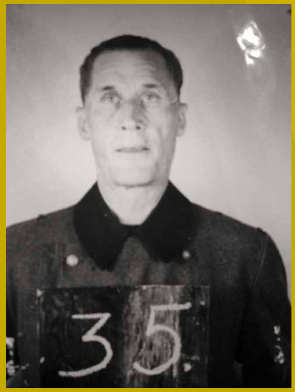
Otto Harder (um 1947)

Otto Fritz („Tull“) Harder (* 25. November 1892 in Braunschweig; † 4. März 1956 in Hamburg) war ein deutscher Fußballspieler und Aufseher in mehreren Konzentrationslagern. Harder schoss den Hamburger SV 1923 und 1928 zu den ersten beiden Meisterschaften. Mit 387 Pflichtspieltoren ist er nach Uwe Seeler der erfolgreichste Torschütze der HSV-Historie. Er war Kapitän der deutschen Fußballnationalmannschaft. 1947 wurde er als Kriegsverbrecher verurteilt.

## Leben

### Fußballspieler
Otto Harder begann seine fußballerische Karriere im Alter von 16 Jahren bei Hohenzollern Braunschweig. Zuvor hatte er sich, wie auch Adolf Jäger von Altona 93, eher zur Leichtathletik hingezogen gefühlt. Bereits nach einem Jahr wechselte Harder zu Eintracht Braunschweig. 1911 kam Harder anlässlich des Gastspiels der englischen Profimannschaft Tottenham Hotspur zu dem Spitznamen „Tull“ – in Anlehnung an Tottenhams Spieler Walter Tull (1888–1918), einen dem 1,90 m großen Harder in der Statur ähnlicher Schwarzen. Im Frühjahr 1912 wechselte „Tull“ Harder erstmals für kurze Zeit zum Hamburger FC 1888, aus dem 1919 der Hamburger SV hervorgehen sollte. Fans der „Eintracht“ wollten Harder gewaltsam an der Fahrt nach Hamburg hindern, dieser jedoch hatte Wind von der Aktion bekommen und stieg in Peine in den Zug. Schließlich spielte Harder doch noch ein weiteres Jahr in Braunschweig und ging erst danach zum HFC 1888.

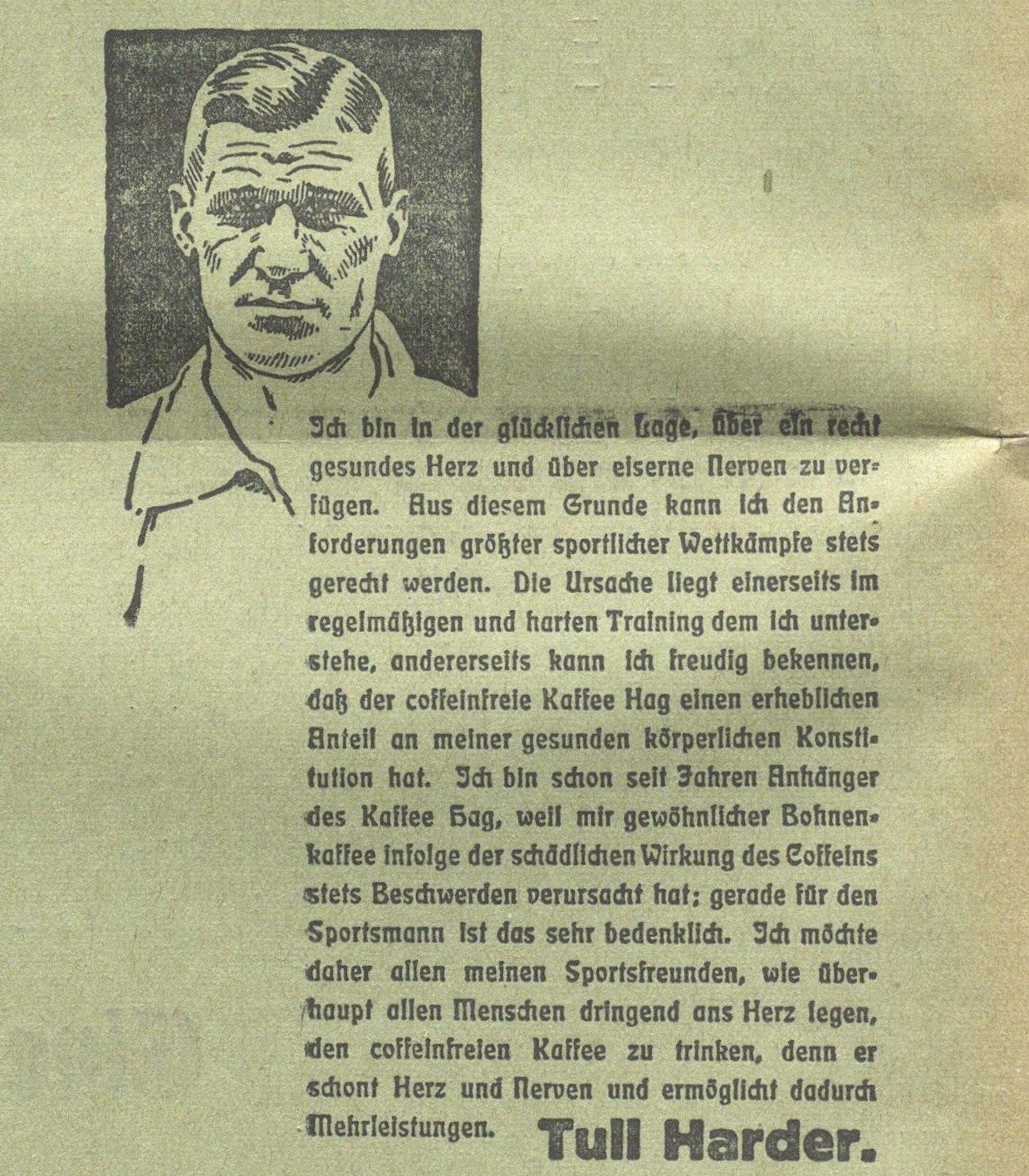
„Tull“ Harder wirbt 1927 für „Kaffee Hag“

Otto Harder leistete Kriegsdienst im Ersten Weltkrieg, trat ihr im Januar 1915 bei und erhielt später das Eiserne Kreuz erster und zweiter Klasse. Während des Ersten Weltkrieges (1914–1918) zeigt ihn ein Mannschaftsfoto aus dem Jahr 1917 als Gastspieler des Stettiner SC.

Die Victoria – Wanderpokal für den Deutschen Fußballmeister von 1903 bis 1944 – gewann der Hamburger SV erstmals 1923 und 1928 erneut.

Nach der Gründung des Hamburger SV gehörte Harder zu jenen Spielern, die an den beiden denkwürdigen und hart umkämpften Endspielen zur deutschen Meisterschaft 1922 unter der Schiedsrichterleitung von Peco Bauwens teilnahmen, wobei sein Gegenspieler Anton Kugler mehrere Zähne verlor im Zweikampf mit ihm. Später wurde der HSV zum Meister erklärt, verzichtete jedoch auf den Titel. 1923 wurde Harder zum ersten Mal offiziell deutscher Meister mit dem Hamburger SV. 1928 gewann er mit 36 Jahren seinen zweiten Meistertitel und stellte dabei einen Rekord auf, als er in der Liga „Alsterkreis“ im Treffen mit dem Wandsbeker FC 12 Tore erzielte.
Trotz seiner torreichen Leistungen nahm Reichstrainer Otto Nerz Harder nicht mit zu den Olympischen Spielen, die damals noch den Status einer Weltmeisterschaft hatten. Insgesamt kam Harder von 1914 bis 1926 auf 15 Länderspiele, in denen er 14 Treffer erzielte. In seinen letzten neun Länderspielen war er achtmal Kapitän der Nationalmannschaft und erzielte dabei elf Tore. 1929 gewann der Hamburger SV ein Freundschaftsspiel gegen den uruguayischen Klub CA Peñarol mit 4:2, bei dem Harder alle vier Treffer erzielte. Im Januar 1931 wechselte Harder zum SC Victoria Hamburg, um zwei Jahre später, mit 41 Jahren, angeblich noch ein kurzes Gastspiel beim VfB Kiel zu geben und dann endgültig seine Karriere zu beenden.
Harders fußballerische Stärke waren seine Alleingänge. „Wenn spielt der Harder Tull, dann heißt es drei zu null…“ sang man in den Hamburger Kabaretts – ein Lied, das es auch auf Schallplatte gab. Seine Karriere war 1927 Anlass für den Stummfilm Der König der Mittelstürmer mit Paul Richter als Tull Harper (sic!) in der Hauptrolle. Der ehemalige Kicker-Hauptschriftleiter Friedebert Becker charakterisierte Harders Stil wie folgt: „Gerade heute im Zeitalter des WM-Systems weiß man, daß es mit Laufen und Schießen nicht mehr ganz getan ist. Harder war […] ein Techniker erster Klasse, aber sein Stil brauchte die Technik, die sich namentlich im ungeheuer sicheren Ballführen, klarem Schießen und Köpfen auswirkte, nicht zum Schnörkeln. Sie war ihm zur Voraussetzung seiner ureigensten Art, mit einer beispiellosen Sicherheit und Kraft, mit einem selten gesehenen explosiven Start auf dem kürzesten Weg auf das Tor zuzusteuern, gegeben. Tull Harder zerbrach sich nicht den Kopf, wie man eine Aktion anlegen konnte, sondern er handelte sofort. Adolf Jäger führte seine Elf mit Raffinesse, wie Schachfiguren, Harder dagegen bot, so schnell wie es ging, Schach!“

### Kriegsverbrecher
Harder trat zum 1. Oktober 1932 der NSDAP (Mitgliedsnummer 1.345.616) und zum 10. Mai 1933 der SS bei (SS-Nummer 179.446). Nach seiner Einberufung zur Waffen-SS wurde er ab Ende August 1939 Wachmann im KZ Sachsenhausen in Oranienburg. Von November 1939 bis zum Frühjahr 1940 war er zunächst bei der Wachmannschaft und ab April 1940 in der Lagerverwaltung des KZ Neuengamme in Hamburg. Ab August 1944 war Harder als SS-Hauptscharführer Kommandant des KZ-Außenlagers Hannover-Ahlem.
Am 30. Januar 1945 wurde er noch zum SS-Untersturmführer befördert. Ein britisches Militärgericht verurteilte ihn im Rahmen der Curiohaus-Prozesse (Entnazifizierung) am 16. Mai 1947 als Kriegsverbrecher zu 15 Jahren Zuchthaus. Während der Verhandlung distanzierte er sich nicht vom Nationalsozialismus; er bekannte sich „nicht schuldig“. Er bekam für die Verhandlung von Peco Bauwens einen verlogenen Persilschein, in dem Harder sich „stets als vorbildlicher Sportsmann gezeigt“ habe, denn „selbst bei härtesten Spielen blieb er stets fair und dem Gegner gegenüber ritterlich“. Sein Strafmaß wurde später auf zehn Jahre reduziert, von denen er schließlich nur vier verbüßen musste.
Der Hamburger SV schloss sein Mitglied vorübergehend aus. Die Entnazifizierung versandete ab 1948 und entwickelte sich von einem Instrument der Säuberung zum Mittel der Rehabilitation. Bereits Weihnachten 1951 wurde Harder vorzeitig aus dem Kriegsverbrechergefängnis Werl in Westfalen entlassen. Nach dem kollektiven Verdrängungskonsens der Hamburger Zivilgesellschaft wurde Harder bei seiner Rückkehr „vom HSV und seinen Anhängern frenetisch gefeiert“. Auch arbeitete er wieder als Versicherungsvertreter, was er schon neben seiner Fußballkarriere getan hatte. Otto Harder starb am 4. März 1956 im Alter von 63 Jahren. Am Begräbnis nahmen zahlreiche HSV-Vertreter teil; Jugendspieler des Vereins bildeten eine Ehrenwache. Anlässlich der Fußball-Weltmeisterschaft 1974 hatte der Hamburger Senat eine Broschüre herausgegeben, in der Harder – neben Uwe Seeler und Jupp Posipal – als Vorbild für die Jugend genannt wurde. Dies fiel erst einen Tag vor der Verteilung auf, daher ließ man die entsprechende Seite aus allen 100.000 Exemplaren entfernen.